# 特拉斯莫斯
特拉斯莫斯，是西班牙阿拉贡自治区萨拉戈萨省的一个市镇。 总面积18平方公里，总人口61人（2001年），人口密度3人/平方公里。